# Spiagge Bianche

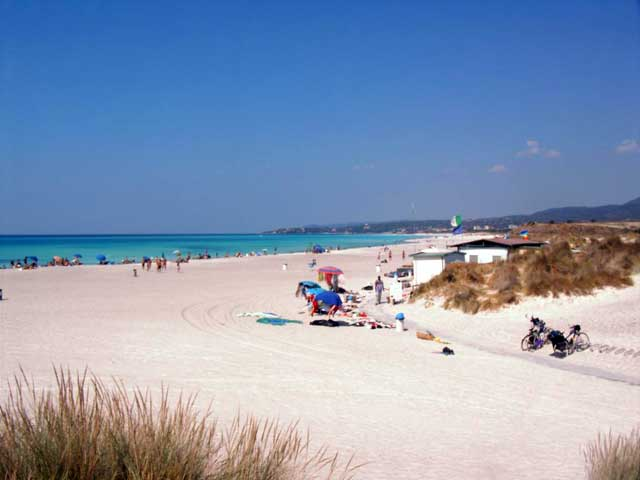
Le Spiagge Bianche viste dalle dune

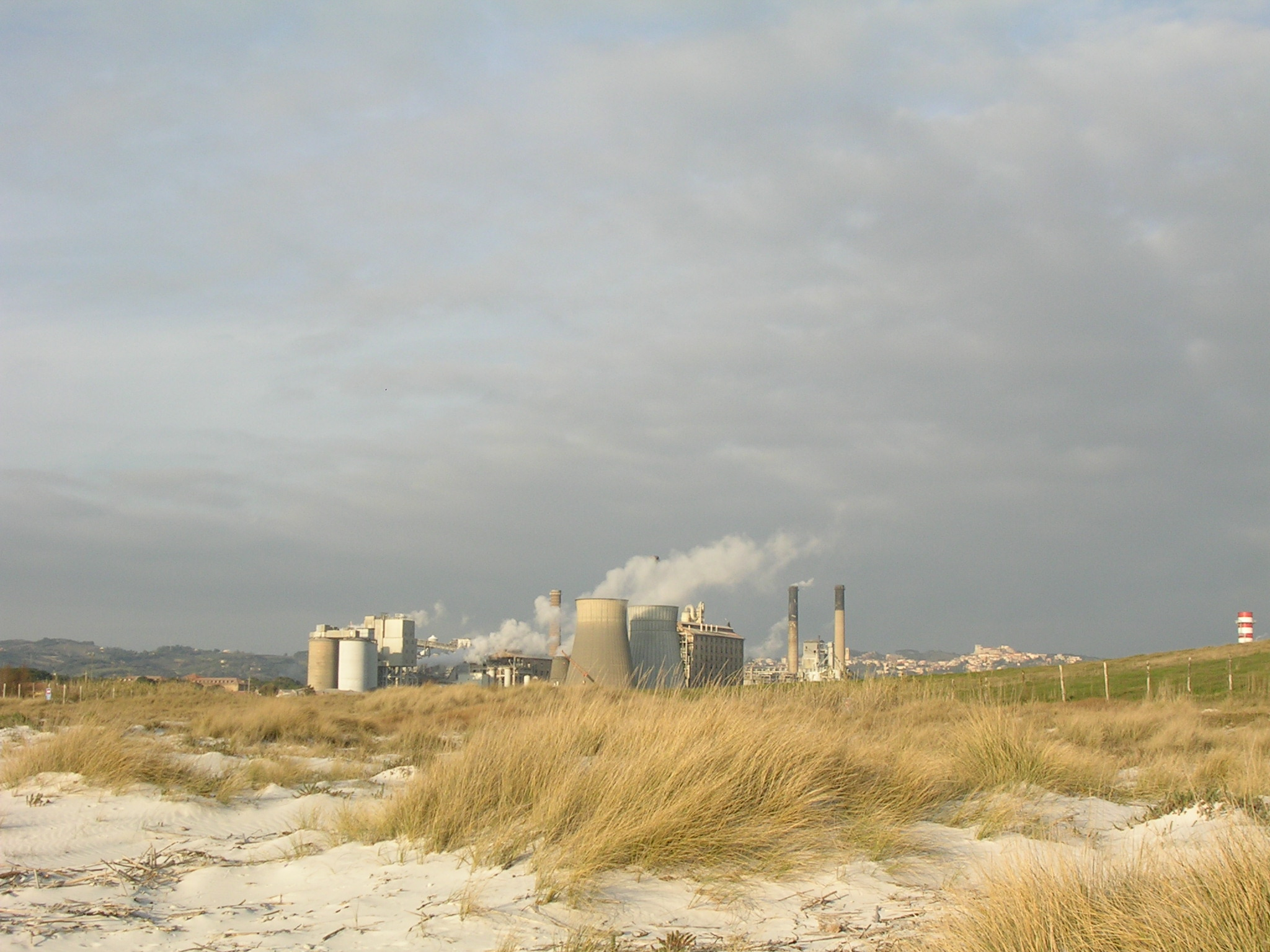
Lo stabilimento Solvay visto dalla spiaggia

Le Spiagge Bianche costituiscono un tratto di circa cinque chilometri del litorale sabbioso del comune di Rosignano Marittimo in Toscana, tra le frazioni di Rosignano Solvay e di Vada. Bagnate dal Mar Ligure, si trovano all'estremo lembo settentrionale della costa della Maremma.
L'insolito colore della sabbia, motivo per cui la spiaggia viene paragonata alle coste tropicali, è conseguenza di anni di lavorazione e degli scarichi di carbonato di calcio da parte di un impianto del gruppo Solvay, situato a Rosignano Solvay, a circa un chilometro dalla costa. La sodiera, che risulta essere la più grande d'Europa, venne costruita nel 1912 nei pressi della spiaggia, cominciando la sua attività nel 1914, producendo, oltre il carbonato di sodio, acqua ossigenata, polietilene, cloruro di calcio, bicarbonato di sodio e acido cloridrico. L'accesso alla spiaggia è dato da una piccola collina, che fino al 1983 fungeva da discarica di scarti di produzione e di rifiuti domestici.
A causa degli scarichi della Solvay, che includono vari inquinanti tossici e/o cancerogeni (tra cui il mercurio, un tempo rilasciato in lavorazione attraverso l'impianto di elettrolisi del cloruro di sodio), le Spiagge Bianche sono tra le più inquinate d'Italia e la pesca nelle acque limitrofe è estremamente ridotta. Inoltre, questo tratto di costa è tra i 15 siti costieri più inquinati d'Italia secondo l'United Nations Environment Programme, il programma delle Nazioni Unite per l'ambiente. Vengono versate in mare ogni anno oltre 100.000 t di rifiuti. Ciononostante, anche negli anni precedenti alla conversione dell'industria, questo tratto di costa è stato premiato più volte con la Bandiera Blu e le Spiagge Bianche rimangono comunque una delle mete balneari più frequentate della Toscana nonostante il perentorio divieto di balneazione e stazionamento emesso dal comune di Rosignano nelle vicinanze dello scarico di rifiuti industriali.

## Eventi
Nel luglio del 1994 i giocatori del Rugby Rosignano si ritrovarono in spiaggia per una "sangriata"; dall'anno seguente la festa privata si allargò agli amici e oltre e nel 2003 questa richiamò nella zona 25.000 persone. Nel 2004, a causa dell'elevato numero di presenze, e in conseguenza di alcune disfunzioni e di attività collaterali non autorizzate, il comune di Rosignano Marittimo decise di sospendere la festa.